# Grzegorz Zasuwa
Grzegorz Zasuwa – polski ekonomista, doktor habilitowany nauk społecznych, profesor nadzwyczajny na Wydziale Nauk Społecznych Katolickiego Uniwersytetu Lubelskiego Jana Pawła II.

## Życiorys
W latach 1998–2003 odbył studia magisterskie na kierunku zarządzanie i marketing, a w latach 2000-2004 studia magisterskie na kierunku ekonomia w Katolickim Uniwersytecie Lubelskim. Uzyskał doktorat (2010) i habilitację (2018) w zakresie nauk społecznych w Uniwersytecie Ekonomicznym w Katowicach. Obecnie pełni funkcję profesora nadzwyczajnego w Katedrze Zarządzania Pracownikami w Organizacji w Instytucie Dziennikarstwa i Zarządzania KUL.

## Wybrane publikacje
- Znaczenie wartości w prospołecznych zachowaniach konsumentów. Kontekst marketingu społecznie zaangażowanego (2017)
- Znaczenie kapitału społecznego w bojkotowaniu nieodpowiedzialnych przedsiębiorstw (2020)[2]